# Neoperla spinosa
Neoperla spinosa är en bäcksländeart som beskrevs av Peter Zwick 1986. Neoperla spinosa ingår i släktet Neoperla och familjen jättebäcksländor. Inga underarter finns listade i Catalogue of Life.